# ایگور لاوروف
ایگور لاوروف (روسی: Игорь Викторович Лавров؛ زادهٔ ۴ ژوئن ۱۹۷۳) بازیکن هندبال اهل روسیه بود.